# Curcuma roscoeana
Curcuma roscoeana är en enhjärtbladig växtart som beskrevs av Nathaniel Wallich. Curcuma roscoeana ingår i släktet Curcuma och familjen Zingiberaceae. Inga underarter finns listade i Catalogue of Life.

## Bildgalleri

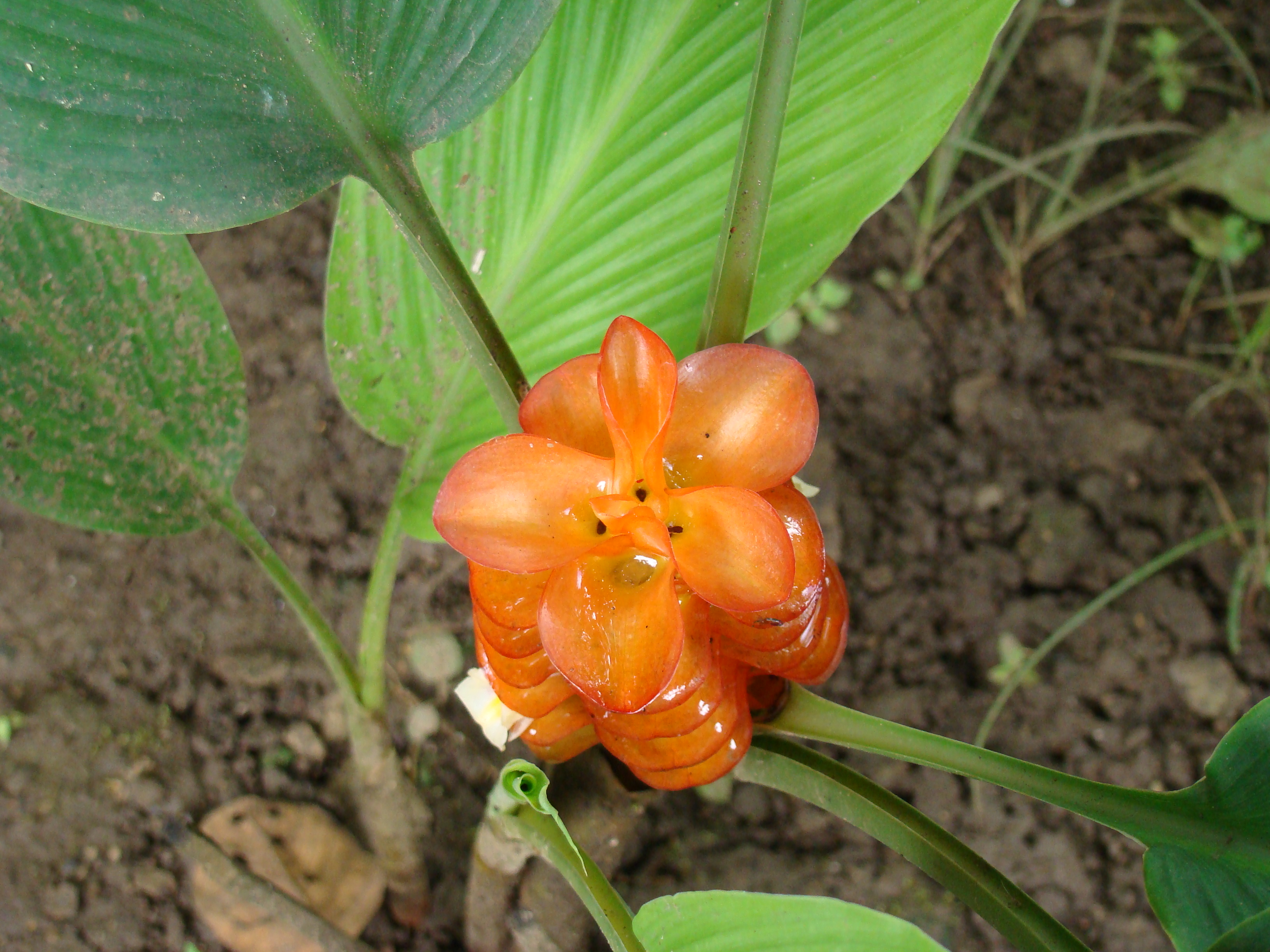
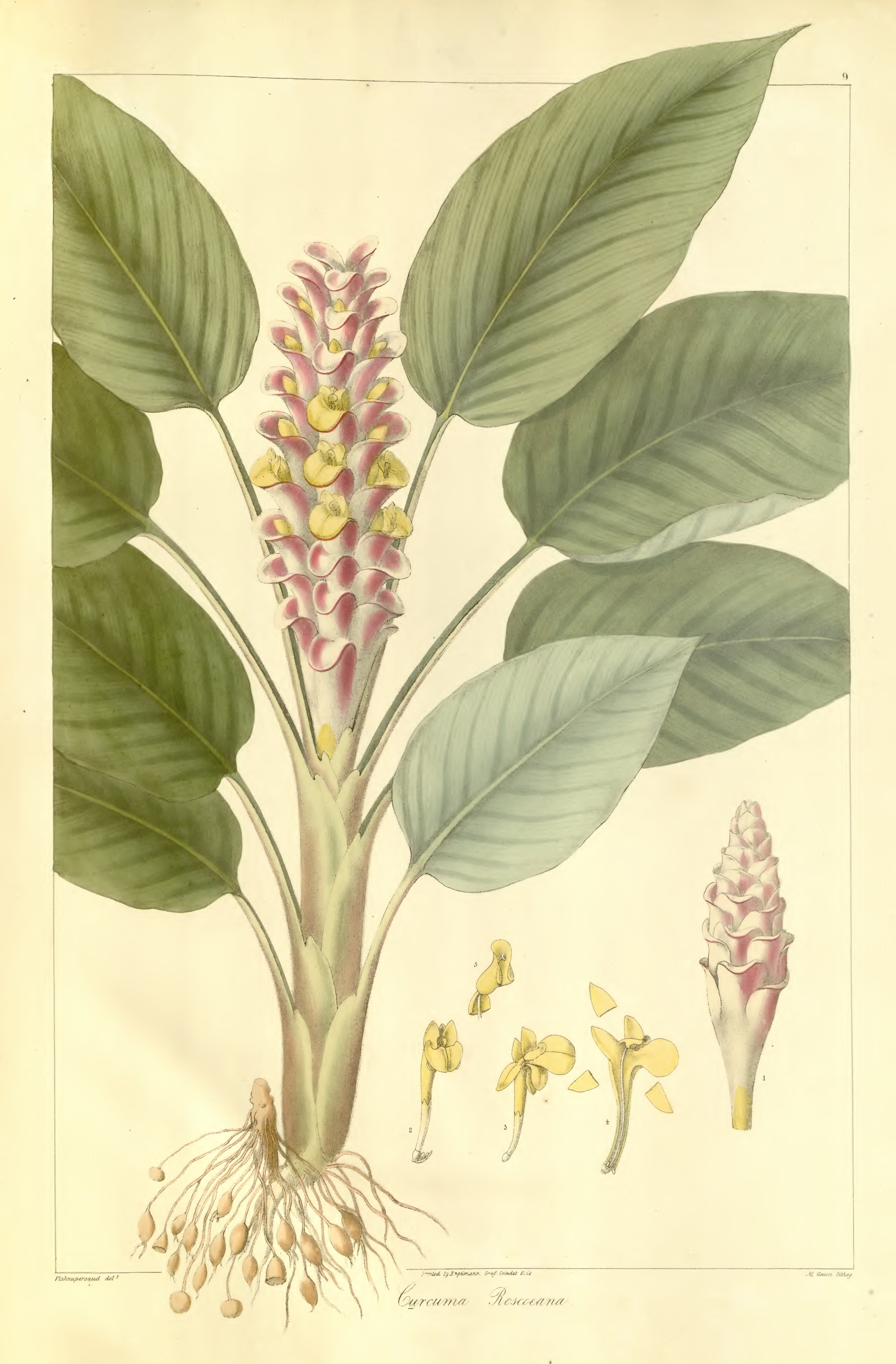